# Harlingervaart (Bolsward)
De Harlingervaart (Fries, sinds 2007 officieel: Harnzer Feart) is een kanaal in de gemeenten Harlingen en Súdwest-Fryslân in de provincie Friesland (Nederland).

## Beschrijving
De Harlingervaart begint vanaf de Bolswardertrekvaart (Boalserter Feart) bij Bolsward en loopt vervolgens langs Hichtum, Hemert, Grauwe Kat, Arum en Kimswerd richting Harlingen. Ten zuiden van Harlingen gaat de vaart verder als de Bolswardervaart.
De Harlingervaart is bijna vijftien kilometer lang en is samen met de Bolswardervaart ongeveer zeventien kilometer. Deze kanalen worden tezamen ook wel gewoon Harlingervaart genoemd. Het kanaal werd aangelegd voor de scheepvaart tussen Bolsward en Harlingen, maar wordt tegenwoordig alleen nog gebruikt voor recreatievaart. Het maakt deel uit van de Elfstedentochtroute op de schaats.

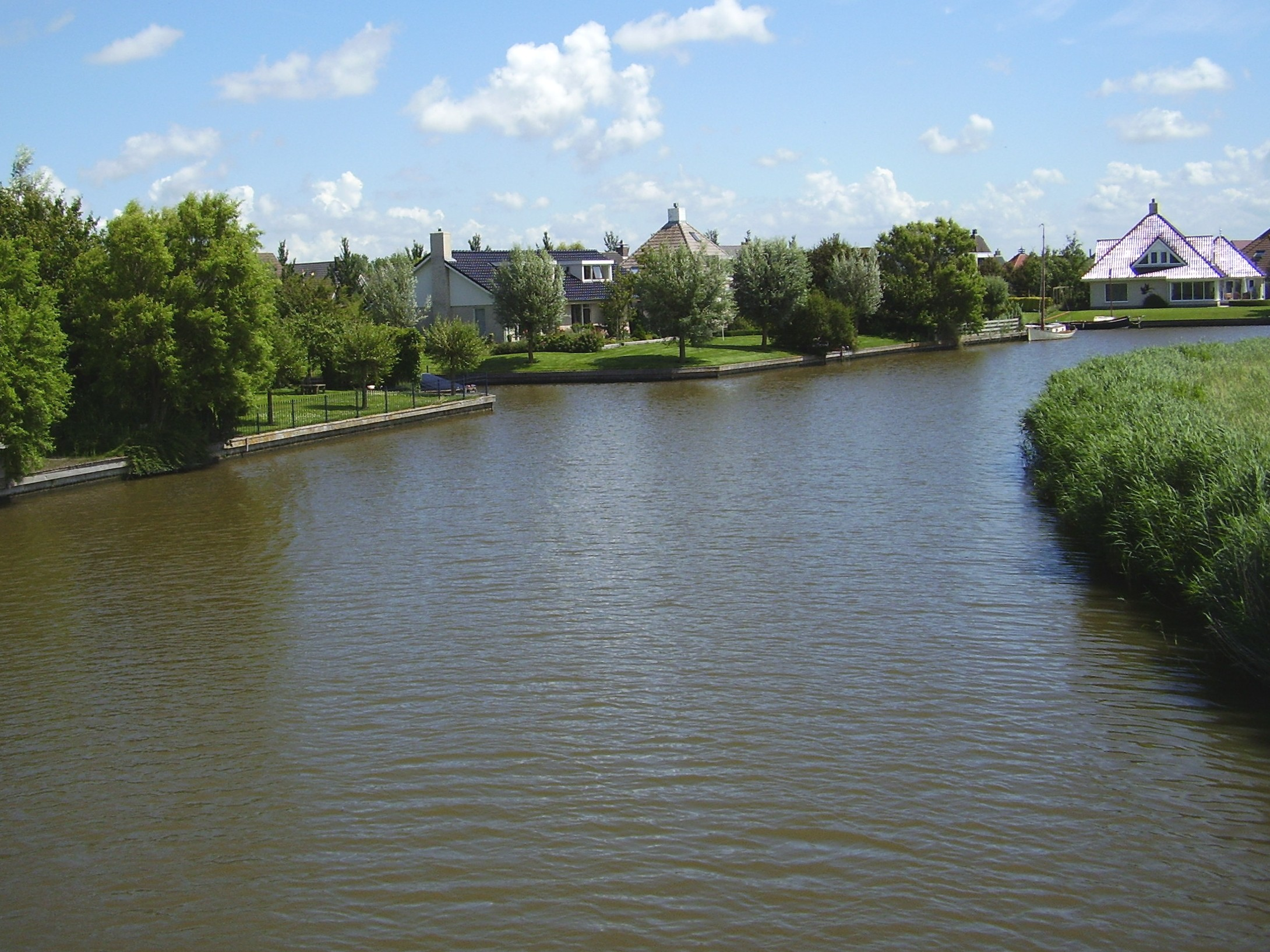
De Harlingervaart bij Harlingen (2007)